# Rytidostylis
Rytidostylis es un género con 16 especies de plantas con flores perteneciente a la familia Cucurbitaceae.

## Especies seleccionadas
| - Rytidostylis amazonica - Rytidostylis brevisetosa - Rytidostylis carthaginensis (Jacq.) Kuntze - pepinata de Caracas - Rytidostylis ciliata - Rytidostylis cordata - Rytidostylis filiformis - Rytidostylis glabra - Rytidostylis gracilis | - Rytidostylis hastata - Rytidostylis longiflora - Rytidostylis longisepala - Rytidostylis macrophyllus - Rytidostylis quadrifida - Rytidostylis quinqueloba - Rytidostylis trianae - Rytidostylis trilobata |

## Sinonimia
- Elaterium, Rhytidostylis